# Le Tournesol (Klimt)
Pour les articles homonymes, voir Le Tournesol.
Le Tournesol est un tableau du peintre autrichien Gustav Klimt réalisé en 1907-1908. Cette huile sur toile de format carré représente un tournesol qui pousse devant un fond de verdure. La plante s'apparente ce faisant à une femme en robe verte, et elle rappelle en particulier Emilie Louise Flöge telle qu'elle apparaît dans des photographies de mode préalablement prises par l'artiste dans le même jardin. Par conséquent une sorte de portrait indirect de sa compagne, l'œuvre est conservée à l'Österreichische Galerie Belvedere, à Vienne.